# Litofanía

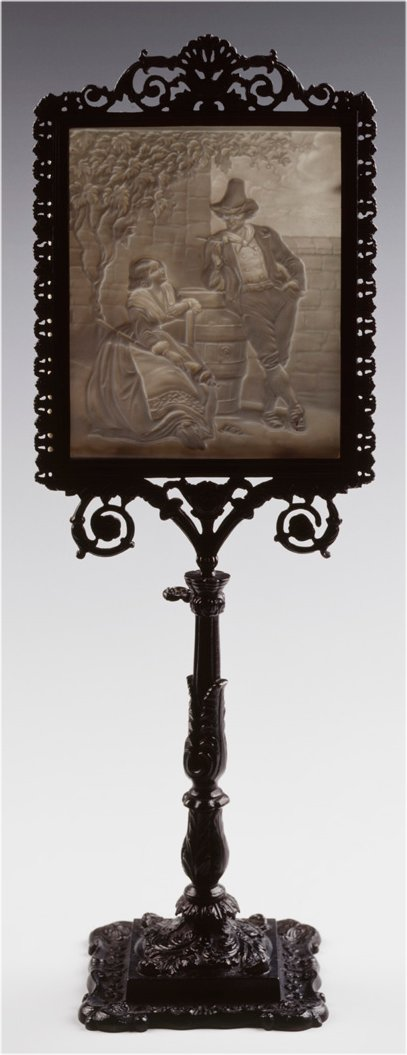
Una litofanía con soporte fabricada en Prusia en la década de 1820. Birmingham Museum of Art.

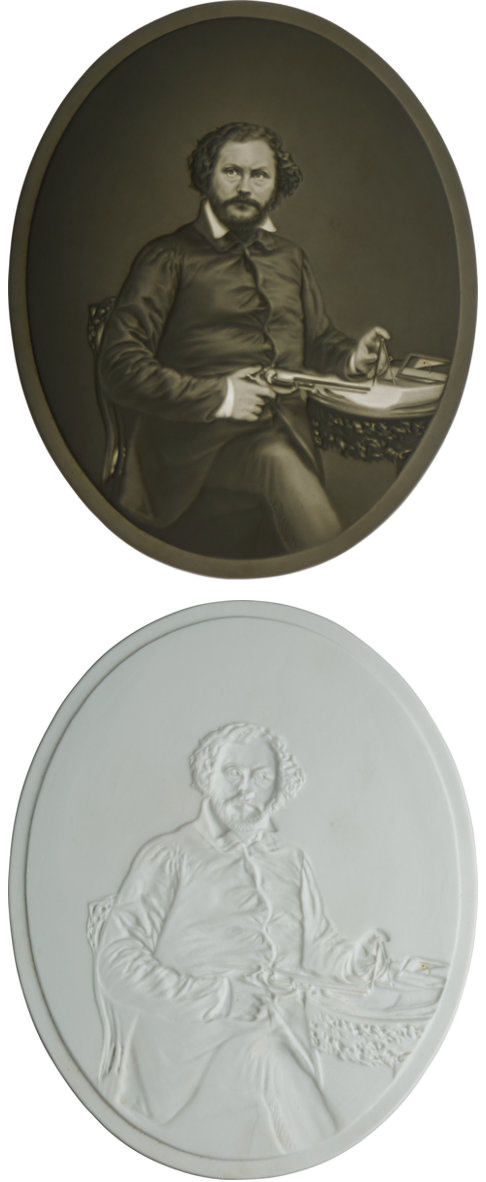
Litofanía de Samuel Colt basada en una fotografía de P. Graff (1855).

La litofanía consiste en la proyección de una luz (antiguamente, de una vela, pero también de luz solar) a través de una lámina semitransparente en la que se ha modelado un volumen. El cambio de grosor hace que al trasluz varíe la opacidad de cada parte de tal manera que las zonas más oscuras de la imagen original están resueltas con mayor grosor de lámina y las más claras con menor grosor. El resultando es que al pasar una luz a través de la lámina de litofanía vemos la imagen en claroscuro.
Originalmente, el grabado se modelaba en cera, que luego se pasaba a porcelana como material definitivo, y se usaba como decoración para lámparas de dormitorio, por ejemplo. Floreció en el siglo XIX, sobre todo en Alemania y Francia, extendiéndose rápidamente por toda Europa en el siglo XIX. Actualmente, se producen digitalmente sobre pantallas de polímeros como la poliamida.
Se afirma que las inventó el barón de Bourgoing en 1827, y se hicieron en Meissen desde 1828 y en la manufactura de porcelanas de Berlín de 1827 aprox. A 1850. Pero también se fabricaron en las manufacturas alemanas de Gotha y Plaue, y en las inglesas de Minton y Copeland, así como en Worcester donde en 1829 se concedió un permiso de fabricación a Grainger Lee & Co. Hay un museo dedicado a estas piezas en Toledo de Ohio (EE. UU.), el Blair Museum of Lithophanies.
La casa de Samuel Colt tenía docenas de litofanías que había comprado en Berlín en 1855-1856. En 1855, encargó la fabricación de 111 litofanías a partir de una fotografía suya con su Colt Navy 1851.
Actualmente también pueden generarse con impresoras 3D sobre diversa variedad de plásticos y resinas, a partir de cualquier imagen digital en escala de grises.